# Jirigalangtu (köping i Kina, lat 43,51, long 121,59)
Jirigalangtu (kinesiska: 吉日嘎郎吐, 吉日嘎郎吐镇) är en köping i Kina. Den ligger i den autonoma regionen Inre Mongoliet, i den norra delen av landet, omkring 870 kilometer öster om regionhuvudstaden Hohhot. Antalet invånare är 21581. Befolkningen består av 10 421 kvinnor och 11 160 män. Barn under 15 år utgör 16,0 %, vuxna 15-64 år 78 %, och äldre över 65 år 5,0 %.
Genomsnittlig årsnederbörd är 640 millimeter. Den regnigaste månaden är juli, med i genomsnitt 175 mm nederbörd, och den torraste är januari, med 3 mm nederbörd.